# Residencia Internado Santa Emerenciana
La Residencia Internado Santa Emerenciana es un edificio situado en la ciudad de Teruel (España) y que en 2008 fue declarado Bien Catalogado del Patrimonio Cultural Aragonés. El edificio, construido entre 1972 y 1975, es obra del arquitecto José Carlos Velasco López. Se proyectó vinculado al entonces Centro de Formación Profesional del mismo nombre, resolviendo el programa de residencia y comedor. Se sitúa en una parcela irregular de la calle Marcos Peña, rodeado por el citado Centro de Formación y la zona deportiva del Estadio de Pinilla, donde juega el Club Deportivo Teruel.
La construcción se organiza en un volumen alto alineado con la calle de acceso que acoge la residencia y un cuerpo bajo y largo que aloja el comedor, girado con respecto al volumen principal y ocupando una situación intermedia entre la residencia y el Centro de Formación para servir tanto a alumnos internos como externos. El volumen de la residencia se desarrolla en seis alturas y se concibe como una gran tribuna abierta hacia la zona deportiva participando de su orientación sur, mientras hacia la calle adopta una expresión hermética sin apenas relación con el exterior. La situación relativa de la residencia y el comedor entre sí configura un espacio exterior de acogida con acceso desde la calle.
Las fachadas se realizan con ladrillo caravista de color tostado combinado con carpintería metálica marrón oscuro.
En el interior de la residencia destaca el espacio lineal de cinco alturas en el que concentran todas las circulaciones. En él, la luz natural entra por el gran lucernario lineal de cubierta, resbalando por el paramento ciego de la fachada noreste. La disposición de las escaleras permite que la iluminación cenital llegue a las plantas inferiores.